# Anna dai capelli rossi (film 2016)
Anna dai capelli rossi (L.M. Montgomery's Anne of Green Gables) è un film televisivo drammatico del 2016 diretto da John Kent Harrison ed interpretato da Ella Ballentine. La storia è tratta dall'omonimo romanzo di Lucy Maud Montgomery. È disponibile su RaiPlay col titolo Anna dai capelli rossi - Una nuova vita.

## Trama
Anna è una ragazzina di undici anni che ha bisogno di attenzione e affetto. Ha vissuto gran parte della sua esistenza in un orfanotrofio e in case di sconosciuti quando le viene offerta la possibilità di andare a vivere in casa di Matthew e di sua sorella Marilla. Pronta a cominciare la nuova vita con entusiasmo e senso di responsabilità, Anna stringe presto amicizia con la coetanea Diana e sogna di diventare un giorno insegnante.

## Produzione
Ispirato al romanzo di Lucy Maud Montgomery (1874-1942), pubblicato per la prima volta nel 1908, il film è interpretato da Ella Ballentine e da Sarah Botsford. Uno dei produttori esecutivi, Kate Macdonald Butler, è la nipote dell'autrice del romanzo.
Le riprese avvennero in Canada, a Milton, Toronto e Prince Edward Island.

## Distribuzione
Il film venne trasmesso per la prima volta sul canale TV canadese YTV il 15 febbraio 2016. Nell'autunno dello stesso anno è stato distribuito per il mercato dell'home video. In Italia è stato trasmesso su Sky Cinema Family il 3 agosto 2017.

## Sequel
Ha avuto due seguiti con il titolo di Anna dai capelli rossi - Promesse e giuramenti uscito il 20 febbraio 2017, in cui la storia riparte con Anna ormai tredicenne e Anna dai capelli rossi - In pace con il mondo uscito il 1º luglio 2017. Sono disponibili entrambi su RaiPlay.